# Луций Марций Филип (консул 38 пр.н.е.)
Вижте пояснителната страница за други личности с името Луций Марций Филип.
Луций Марций Филип (на латински: Lucius Marcius Philippus; * 80 пр.н.е.; † след 33 пр.н.е.) e политик на късната Римска република.

## Произход и политическа кариера
Той е син на Луций Марций Филип (консул 56 пр.н.е.).
През 56 пр.н.е. Филип е магистър на Монетния двор. През 49 пр.н.е. е народен трибун и е на страната на Гай Юлий Цезар, който вероятно го прави претор през 44 пр.н.е.
Филип е доведен брат на Октавиан. През 38 пр.н.е. е избран за суфектконсул. През 34/33 пр.н.е. е управител на Испания и получава за успехите си там триумф, който празнува на 27 април 33 пр.н.е.
След победата на Октавиан в гражданската война, Филип възстановява храма на Херкулес Музарум на Марсово поле и го обгражда с колонна зала, Porticus Philippi.
Филип е от 56 пр.н.е. авгур.

## Фамилия
Женен е за по-малка сестра на мащехата си Ация.